# Pierre-François Bellot

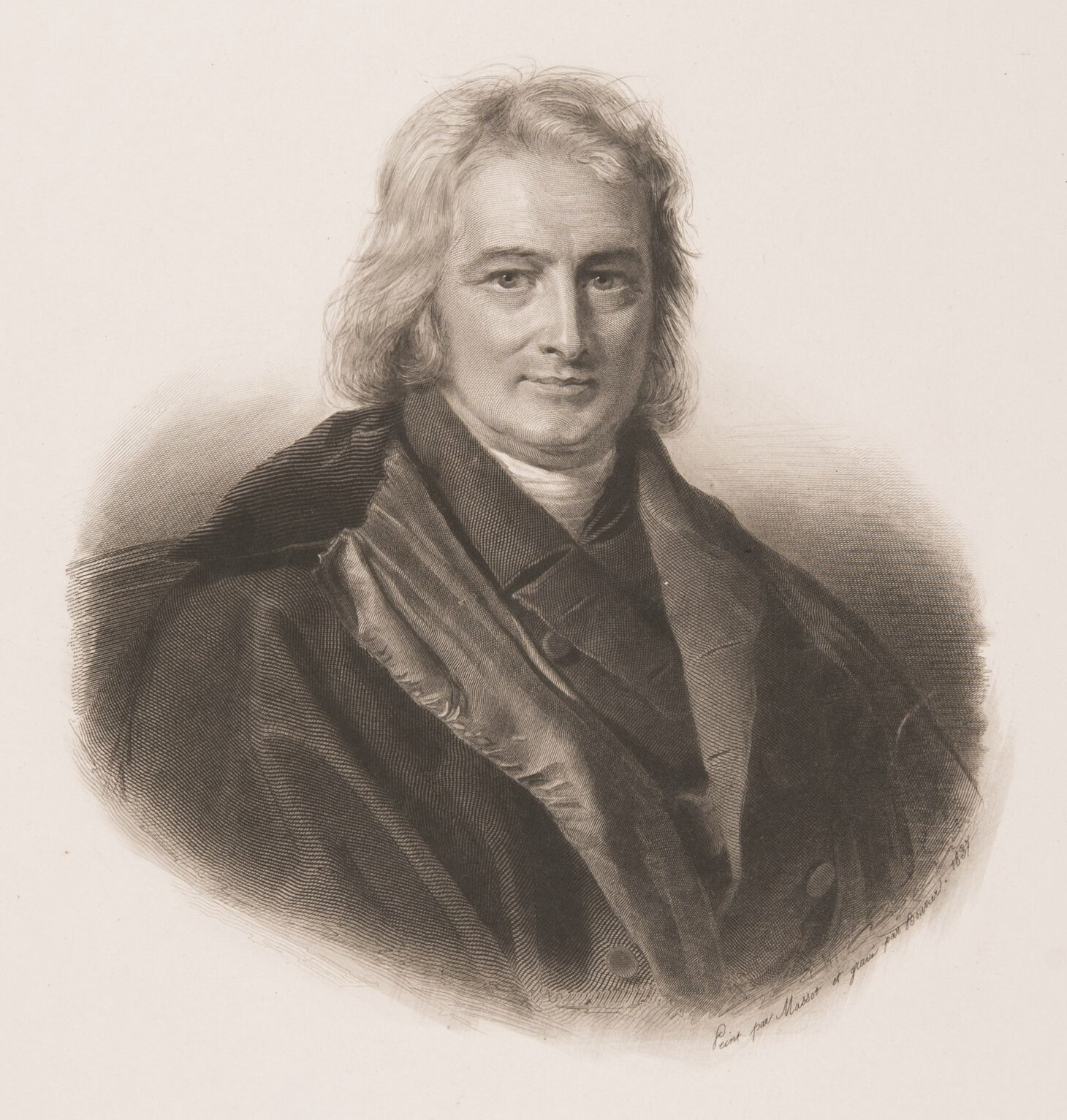
Pierre-François Bellot

Pierre-François Bellot (* 4. Januar 1776 in Genf; † 17. März 1836 ebenda; heimatberechtigt ebenda) war ein Schweizer Professor, Jurist, Hypothekenverwalter und Politiker aus dem Kanton Genf.

## Leben
Pierre-François Bellot wurde als Sohn des Uhrmachers Abraham Bellot und der Gabrielle Faizan geboren. Nach einem Studium der Rechte in Genf erhielt er 1798 sein Patent als Rechtsanwalt. Von 1800 bis 1810 war er als Rechtsanwalt tätig, ab 1814 war er Verwalter des Genfer Hypothekenregisters. Von 1819 bis zu seinem Tod im Jahr 1836 war Bellot Professor für Zivil-, Zivilprozess- und Handelsrecht, ab 1833 Dekan der juristischen Fakultät der Akademie Genf. 1822 wurde er Präsident der Anwaltskammer.
Während der französischen Herrschaft 1798–1813 bekleidete Bellot zweitrangige Ämter. Er fungierte jedoch häufig als Experte für die mit der Verwaltung der städtischen Güter betrauten Gremien (Société de Bienfaisance et Hôpital, Société économique), deren Mitglieder sich aus den Kreisen jener rekrutierten, die in der Restaurationsepoche die Macht übernahmen. Bellot selbst war von 1814 bis 1824, von 1825 bis 1834 und von 1835 bis 1836 Mitglied des Repräsentierenden Rats und wirkte von 1820 bis 1822 zusammen mit Etienne Dumont und Pellegrino Rossi als Redaktor der Annales de législation et de jurisprudence.
Bellot war der Überzeugung, dass die Gesetzgebung in die ausschliessliche Kompetenz der Regierung fallen sollte und forderte gleichzeitig die Einführung zentraler Wahlen und damit die Abschaffung der Arrondissements als Wahlkreise. Im Gerichtswesen und in Grundbuchfragen führte er das Prinzip der alleinigen Zuständigkeit eines einzigen Gerichts ein. In der Gesetzgebung unterstützte er eine Strategie der kontinuierlichen Anpassung der Institutionen. Doch erlitt die von ihm mitgetragene Bewegung Mouvement ou Progrès graduel Rückschläge. So griffen 1824 die Heilige Allianz und die Tagsatzung ein und sanktionierten die Legiferierung der Republik, die das Gesetz von 1821 über die zivile Heirat zum Teil wieder aufgehoben hatte und in Bezug auf die Territorien der Communes réunies zu den Grundsätzen von 1816 zurückgekehrt war. Trotzdem blieb Bellot Mitglied aller wichtigen Gesetzeskommissionen und setzte seine Mitarbeit an der Revision des Zivilrechts (ab 1814), an der Verfassungsrevision (1814–1835), an der Reform der Akademie sowie an der Reorganisation des Justizwesens (Gesetze von 1814–1815, 1816 und Anwaltsgesetz 1836) fort. 1820 ersetzte das nach ihm benannte „Zivilprozessgesetz Bellot“ das französische Gesetz von 1806. Die zahlreichen Arbeiten Bellots über die Öffentlichkeit bei Realrechten machten ihn international bekannt.